# پتیا باراکووا
پتیا باراکووا (بلغاری: Петя Баракова؛ زادهٔ ۱۸ ژوئن ۱۹۹۴) بازیکن والیبال اهل بلغارستان است. او همچنین از بازیکنان والیبال در بازی‌های اروپایی ۲۰۱۵ است.
از باشگاه‌هایی که در آن بازی کرده‌است می‌توان به باشگاه والیبال لفسکی صوفیه اشاره کرد.